# Juana Mordó
Juana Mordó (Tessalònica, Grècia, 26 d'abril de 1899 – Madrid, 12 de març de 1984), de nom de naixement Juana Naar Scialom, va ser una marxant d'art.

## Biografia

### Els seus primers anys
Juana Mordó neix a Tessalònica el 26 d'abril de 1899. Filla d'Elise Scialom i Leon Naar, d'ascendència sefardita. Es trasllada a París amb el seu únic germà, Freddy, i allí formalitza els seus estudis.
Juana, Jeanne Naar, es casa amb Albert Yacoel, també sefardita, que posseeix un comerç de teixits a París. El matrimoni es dissol, i a la fi de la dècada dels vint es casa de nou, ara amb Henri Mordó. Marxa a viure a Berlín, ciutat en la qual el seu actual marit, igualment sefardita, regenta un negoci d'importació i exportació de catifes orientals.
Henri Mordó posseeix la nacionalitat espanyola perquè l'any 1919 els sefardites grecs d'origen espanyol, com ell, van poder triar entre les nacionalitats grega, turca o espanyola. Henri Mordó va adoptar l'última, en raó als seus ascendents familiars.
El matrimoni Mordó viu a Berlín l'accés al poder dels nazis. Amb el seu passaport espanyol, Juana i el seu espòs parteixen cap a Suïssa poc abans de començar la Segona Guerra Mundial.
«Quan es parli de mi –va dir– vull que sigui a partir de la meva estada a Espanya.»

#### La seva arribada aMadrid
El 1942 mor del cor al país helvètic Henri Mordó, ja amb una edat avançada. Juana decideix traslladar-se a Madrid amb la seva mare, i hi arriben el 1943. La defunció d'Elise Scialom, al cap de poc temps, determina que Juana reprengui la seva vida a Madrid.
Un amic que havia conegut a Berlín, molt relacionat amb els mitjans intel·lectuals, la posa en contacte amb aquests. Juana aconsegueix treballar en l'emissió francesa de RNE, on llegeix els seus articles, que signarà amb el pseudònim de Carmen Soler. La primera d'aquestes col·laboracions va ser una entrevista a Azorín. Se succeirien altres entrevistes i treballs sobre temes diversos: viatges, visites a ciutats espanyoles, temes literaris, socials, festius, tots ells encapçalats amb la salutació de “Mes chers auditeurs”.

#### Els “salons” de Juana
Al llarg d'aquests anys, la imatge de Juana va aconseguir gran prestigi al món cultural madrileny. En un desig d'animar l'ambient intel·lectual, convoca escriptors i artistes els dissabtes a la seva nova casa, la casa de l'arc, del carrer de Rodríguez de San Pedro. Són les reunions, els “salons” de Juana. Allí acudeixen els seus amics: José Luis López Aranguren, Dionisio Ridruejo, Pedro Laín Entralgo, Luis Felipe Vivanco, Antonio Tovar, Rodrigo Uría González, Luis Rosales, José Luis Sampedro, Pedro Mourlane Michelena, Antonio de Zubiaurre, Gerardo Diego, Antonio Saura, Carlos Saura.

#### La seva entrada al món de l'Art
En la tardor de 1953 s'inaugura al parc del Retiro la I Exposició Internacional d'Escultura a l'aire lliure, que promou la direcció general de Belles Arts i la Societat d'Amics del Paisatge i dels Jardins. El comitè organitzador està presidit per Antonio Gallego Burín, director general de Belles Arts, essent els seus vicepresidents Joan Ainaud de Lasarte, director dels Museus de Barcelona, i José Luis Fernández de l'Amo, director del Museu d'Art Contemporani, de Madrid, i la seva secretària, Juana Mordó.
Juana, secretària del comitè organitzador de la mostra, va ser-ne alhora coordinadora, la persona per la qual van passar els mil detalls de la realització del projecte, culminats en el muntatge de les obres, com si ja es prometessin, en l'atmosfera, els senyals d'un dels sabers més certs i una de les disposicions més volgudes per ella: muntar una exposició.

#### Directora de la Galeria Biosca
El 1958, el galerista Aurelio Biosca buscava una persona perquè dirigís la seva galeria i la va trobar en Juana Mordó. A la galeria hi havia els artistes d'El Paso i de la generació del gran informalisme espanyol, als quals va reunir en algunes molt importants manifestacions.

#### Galeria Juana Mordó
Les il·lusions dels seus amics artistes i les d'altres amics comuns van madurar la possibilitat de muntar una galeria que tingués com a eix Juana Mordó. El grup que havia de regir la galeria estava format per ella mateixa, Ernesto Wuthenow, María Luisa Maristany i José Ayllón.
La galeria, situada al carrer de Villanueva número 7, amb el nom de Juana Mordó, es va inaugurar el 14 de març de 1964. Va ser inaugurada amb una exposició col·lectiva en la qual van participar els artistes Vicente Ameztoy, Amalia Avia, Jaime Burguillos, José Caballero, Rafael Canogar, Eduardo Chillida, Enrique Gran, José Guerrero, Carmen Laffón, Antonio López García, Julio López Hernández, Francisco Lozano, Manuel Millars Sall, Manuel Hernández Mompó, Lucio Muñoz, Gastón Orellana, Alejandro Regno, Manuel Rivera, Juan de Ribera Berenguer, Luis Sáez, Antonio Saura, Eusebio Sempere, Pablo Serrano, Antonio Suárez, Antoni Tàpies, Gustavo Torner i Fernando Zóbel,
Al desembre de 1975, i en col·laboració amb Manuel Mendoza, es va obrir una nova galeria, també amb el seu nom, al carrer de Castelló, número 7.

#### Aquella tarda del 12 de març de 1984
El 27 de juny de 1983, el Rei Don Joan Carles li va fer lliurament en el Museu del Prado de la Medalla d'Or de les Belles arts. Pocs mesos després moria a Madrid, la tarda del 12 de març de 1984.

#### El llegat de Juana Mordó
Juana Mordó, vital galerista i fidel defensora de l'art d'avantguarda, va dedicar tota la seva vida a la promoció dels pintors i escultors del seu temps. De la col·lecció d'art que va crear han arribat múltiples peces a institucions públiques. Un llegat forma part del patrimoni artístic del Cercle de Belles arts de Madrid: està compost en la seva majoria per obres d'indubtable valor artístic, però amb una forta càrrega sentimental, a més que moltes de les peces estan acompanyades d'afectuoses dedicatòries per tal com són regals que li feien els artistes per algun esdeveniment especial, com els de l'artista fundador del Grupo El Paso, Manuel Rivera.
La gran majoria de les seves obres revela l'atenció que els més significatius creadors contemporanis espanyols li han prestat al petit format. Una sèrie de pintures clau per conèixer les diferents tècniques empleades pels artistes més originals dels anys en què li va tocar viure a Juana.
Una altra donació (llegat Mordó-Alvear) ha recalat en l'Acadèmia de San Fernando: 57 peces d'autors com Rafael Canogar, Gustavo Torner, Bonifacio Alfonso...i una planxa gravada per Dalí.